# Miroslav Škoro
Miroslav Škoro (Eszék, 1962. július 29. –) szlavóniai horvát énekes és politikus, parlamenti képviselő, aki sikertelenül indult a 2019–2020-as horvátországi elnökválasztáson.

## Életpályája
Škoro Eszéken végezte el az általános és középiskolát. Ezután az Eszéki Egyetemen tanult marketinget, de közben két évig az Egyesült Államokban, Pennsylvania államban, a Community Colledge of Allegheny County nevű felsőoktatási intézménybe is járt. 
Első gitárját 1978-ban vásárolta. 1985-től az Antun Nikolić Tuca vezette Slavonski bećari nevű tamburazenekarban játszott. Amerikai tartózkodása során megismerkedett Jerry Grcevich tamburavirtuózzal, aki felkeltette érdeklődését a szlavóniai és vajdasági horvát népzene iránt. Amikor visszatért Horvátországba, megalapította a Ravnica nevű tamburazenekart, és hamarosan a legsikeresebb dalszerzők egyikévé vált. Első albumuk 1992-ben jelent meg Ne dirajte mi ravnicu címmel. Ennek címadó dala idővel az egyik legismertebb horvát dal lett. A következő 13 évben további hét albumot jelentetett meg nagy sikerrel.
Több évig vezette Horvátország legnagyobb lemezkiadó vállalatát. Borászati vállalkozása is van.

### Politikai pályafutása
Az 1990-es években Pécsen szolgált horvát konzulként.
2007-ben a Horvát Demokratikus Közösség (HDZ) jelöltjeként képviselővé választották a Száborban, de 8 hónap után lemondott mandátumáról.
Indult a 2019–2020-as horvátországi elnökválasztáson, ahol az első fordulóban – a két nagy politikai blokk jelöltje mellett harmadik utasként, tradicionalista–szélsőjobboldali jelöltként – várakozáson felül szerepelt, a szavazatok több mint negyedét kapva. Ezt énekesként szerzett ismertségének és népszerűségének is köszönhette. 2020 februárjában pártot alapított Miroslav Škoro – Haza Mozgalom néven, mely köré a 2020-as parlamenti választásokra több kisebb pártból épített listát.